# Anton Rudoy
Pas d'image ? Cliquez ici

a Compétitions nationales et continentales officielles uniquement.

b Matchs officiels uniquement.
Dernière mise à jour le 7 octobre 2022.
Anton Rudoy (russe : Антон Рудой), né le 21 février 1983 à Alma-Ata (URSS) (aujourd'hui Almaty au Kazakhstan), est un joueur kazakh de rugby à XV. Il joue aux postes de troisième ligne aile et de troisième ligne centre. Il représente d'abord l'équipe du Kazakhstan entre 2006 et 2011, avant de jouer pour l'équipe de Russie à partir de 2016.

## Carrière

### En club
En 2021, il est suspendu deux ans pour dopage.